# Tovīr
Tovīr (persiska: طُووير, طَوير, تَوار, Ţowvīr, توير) är en ort i Iran.   Den ligger i provinsen Mazandaran, i den norra delen av landet, 80 km norr om huvudstaden Teheran. Tovīr ligger 948 meter över havet och antalet invånare är 329.
Terrängen runt Tovīr är huvudsakligen mycket bergig. Tovīr ligger nere i en dal. Runt Tovīr är det ganska tätbefolkat, med 80 invånare per kvadratkilometer. Närmaste större samhälle är Marzanābād, 7,1 km norr om Tovīr. I omgivningarna runt Tovīr växer i huvudsak blandskog.